# 畑和
畑 和（はた やわら、1910年〈明治43年〉9月29日 - 1996年〈平成8年〉1月26日）は、日本の政治家。衆議院議員、埼玉県知事を歴任。

## 経歴・人物
埼玉県北埼玉郡礼羽村（現・加須市）出身。礼羽村立礼羽尋常小学校、旧制不動岡中学校（現・埼玉県立不動岡高等学校）、旧制浦和高等学校（現・埼玉大学教養学部）、東京帝国大学法学部卒業。
弁護士を経て、埼玉県議会議員を2期務めた後、1960年の第29回衆議院議員総選挙に旧埼玉1区から日本社会党公認で出馬し当選（4期連続当選）。社会党右派の有力議員として活動した。
1972年（昭和47年）の埼玉県知事選挙で自由民主党公認の前川口市長・大野元美と反共全国遊説隊公認の高田がんの両候補を破って初当選、以後連続5期。二選目の1976年の知事選では無投票当選。当初は日本社会党・日本共産党・公明党などを与党とし、革新・中道系の知事として活動したが、1979年11月には社会党を離党するなど、次第に革新の立場を薄めていった。
1992年（平成4年）の県知事選挙で6選を目指すが、自身の実弟を含む建設業者による「埼玉土曜会」談合・献金疑惑が起き、出馬を断念。政界を引退した。
1996年（平成8年）1月26日死去。享年85。
埼玉県知事任期中の1991年には勲一等旭日大綬章を受章している。

## エピソード

### 埼玉県政
「新・現実主義」を打ち出し、野党である自由民主党の意見も必要に応じて取り入れ、地方自治に保守も革新もないという立場を取った。例えば、就任当初は「公営ギャンブルの廃止」を主張していたが、途中で撤回した。在任中は「憲法をくらしに生かそう」という垂れ幕を埼玉県庁舎東側に掲げていた。
他地域からの人口の流入が多かった時期に、県立高校の大量新設による県内の高校進学率の大幅向上、後に公立教育の先進校とも言われる伊奈学園の設立、さいたま新都心構想（「YOU And I」プラン）など、以降の埼玉県の発展にも関わる重要な功績を残した。また、堅実な財政運営は高い評価を得ている。
さいたま新都心構想推進に先立ち、埼玉県の首都圏の北の玄関口、交通の要衝としての機能充実に努めた。任期中に東北新幹線・上越新幹線・埼京線・埼玉新都市交通伊奈線・関越自動車道などが開通。新幹線の建設に当たっては、主に大宮市以南の住民による東北・上越新幹線反対運動が起こったが、通勤新線の建設などを条件として建設を受け入れ、土地収用に協力し、建設予定地住民との立ち退き交渉や地元の自治体との合意形成に取り組み、各線の完成にこぎつけた。
また営団地下鉄・都営地下鉄各線の埼玉県内延伸を要望したり、荒川下流河川敷に河川港を建設する「埼玉港」構想を提起、更に北関東に羽田空港や成田空港と並ぶの空の拠点を設けることを構想、栃木県下都賀郡藤岡町（現・栃木市）の渡良瀬遊水地（遊水地の一部が埼玉県内に属している）に人工地盤を設けて首都圏第3空港構想として「渡良瀬空港」を建設することを提唱（1990年に発表）するなど、現在のところ実現していないものもあるが、積極的な交通政策を提案した。
一方で長期県政の結果、埼玉県庁内の意識低下が見られ、窓口応対など埼玉県民に対する「行政サービスが悪い」との声が挙がった。埼玉県知事在職20年は、歴代埼玉県知事の中でも最長であり、退任の際は、埼玉県庁舎前に職員約700人が集結しての見送り式が行われた。

### 知事引退時の動き
1991年10月、参議院議長土屋義彦はその職を辞し、翌年の埼玉県知事選挙への立候補を表明する。これに対し現職の畑も同年12月の埼玉県議会定例会で、6選出馬を明言した。
金丸信と田邊誠は双方の出馬取りやめを画策したが、この背景には歴代首相と懇意で経世会にも近かった佐久間実・自民党県議団長（元県議会議長・元自民党埼玉県連幹事長）が「ポスト畑」に意欲を示しており、既に自民党経世会と社会党との間では、畑を引退させ佐久間を後継者とすることで話がついていたという事情があったといわれる。参議院議長を務め、既に政治家としては（双六で言うところの）「あがり」と見られていた土屋の突然の立候補表明は、永田町では予想外の出来事であったという。
金丸らの意を受けた、県選出衆議院議員の山口敏夫が、両者の説得に当たるも不調に終わり（山口も知事の座を狙っていたといわれる）、金丸信が双方に出馬を断念するよう申し入れた。
翌1992年、畑の実弟を含む建設業者による「埼玉土曜会」談合・献金事件が起き、さいたま新都心構想推進を巡り交わされたという金丸信らとの関係や、カネの流れなどが取り沙汰されるに至った。疑惑が広がる中で畑は出馬を断念し、政界引退を表明した。これは畑が知事選に出馬して以来、どんな大物を対抗馬に据えても大差で畑に敗れ続けた自民党が、自民党自身にも火の粉が飛ぶのを覚悟で、畑を出馬辞退に追い込むためだったと言われている。
山口・佐久間らはなお土屋の出馬取りやめを画策したが、土屋は清和会の支持や当時大正製薬名誉会長だった叔母上原小夜の後押しを受け、結局自民党推薦での立候補に至った。

## 逸話
- 二・二六事件の時、反乱部隊となった歩兵第3連隊機関銃隊に二等兵として所属していたため、上官の命令に従い一兵卒として警視庁占拠に出動している。この部隊には落語家の5代目柳家小さんもいた。
- 畑が所属していた日本社会党は長らく左派と右派が対立していたが、当初勝ち目が薄いと見られていた知事選への出馬は、左派側が畑を政界から引退させるために立候補に追い込んだためではないかといわれた。しかし自民党が候補者選定をめぐってにわかに混乱。現職の栗原浩知事の続投を支持するグループ、大野元美川口市長の出馬を支持するグループ、更に大塚茂副知事の立候補を支持するグループに分かれ公認争いを展開、自民党本部の裁定で大野の公認・立候補が決まったものの、埼玉県議会の自民党県議団が「拓政会」（大野派、22議席）と「陽風会」（栗原派、17議席）に分裂するなど足並みが乱れた。この結果大野陣営は体制が整わないまま選挙戦に突入。栗原派を中心に保守票も畑に流れる事態となり、事前の予想に反し畑が当選。左派のもくろみは外れた。このような経緯もあり、保守・中道系の票も畑に集まるようになった。以降の選挙では、どんな大物を対抗馬に据えても大勝してきた。
- 浦和市（現・さいたま市浦和区）常盤に自宅があったため埼玉県知事公館を使用しなかった。

## 著書
- 『ベテラン知事にはなりたくない』滴翠社 1975
- 『畠山重忠』滴翠社 1977（編著）
- 『和顔愛語 新しい豊かさを求めて』ぎょうせい 1982
- 『私の履歴書 努力六分と運四分』滴翠社 1987
- 『熱き想いを 21世紀へつなぐ地方自治』ぎょうせい 1990
- 『生涯感動 私の履歴書』ぎょうせい 1991